# Paul Blobel

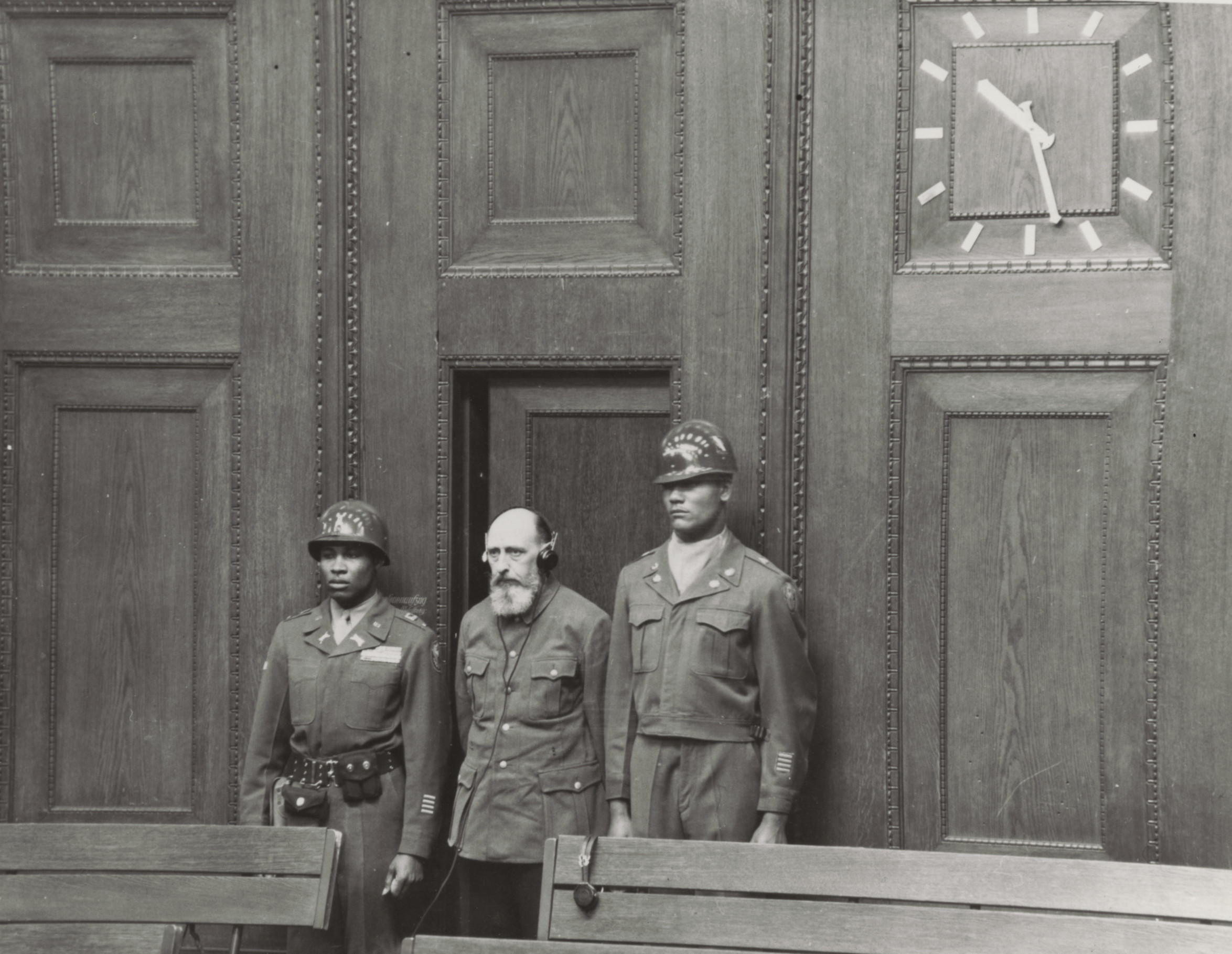
Blobel je odsouzen k trestu smrti u soudu, 1948

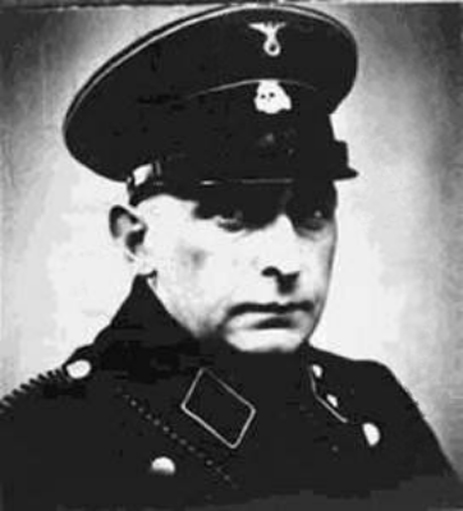
Blobel v uniformě SS, 1940

Paul Blobel (13. srpna 1894, Postupim – 7. června 1951 Landsberg am Lech) byl během druhé světové války německý velitel SS a odsouzený válečný zločinec. Měl důležitý podíl na organizování a vykonání masakru v Babím Jaru. V červnu 1942 byl pověřen operací s krycím názvem Akce 1005 s úkolem zničit důkazy nacistických zvěrstev ve východní Evropě. Po válce byl odsouzen k trestu smrti v procesu s Einsatzgruppen.

## Před druhou světovou válkou
Blobel se narodil ve městě Postupim a vyrůstal v Remscheidu, kde chodil do školy a vyučil se zde zedníkem a tesařem. Bojoval v první světové válce, ve které byl vyznamenán Železným křížem I. třídy. Po válce studoval architekturu a po ztrátě zaměstnání v roce 1931 vstoupil do NSDAP, SA a začátkem roku 1932 do SS.

## Kariéra u SS
V letech 1933–1935 pracoval jako administrativní pracovník pro městskou správu v Solingenu. V roce 1935 se stal členem policejního sboru v Düsseldorfu. V červnu 1934 byl přijat do Sicherheitsdienstu. Během druhé světové války se v červnu 1941 zúčastnil operace Barbarossa jako velící důstojník Sonderkommanda 4a spadajícího pod Einsatzgruppe C, které působilo v Říšském komisariátu Ukrajina. Einsatzgruppen a militarizované formace německé pořádkové policie byly zodpovědné za masakry Židů v Sovětském svazu. Vražedná kampaň zahrnovala všechny politicky a rasově nežádoucí osoby. V srpnu 1941 byl Blobel pověřen vytvořením nacistického ghetta v Žytomyru, aby zde uzavřel asi 3000 Židů, kteří byli o měsíc později zavražděni.
10. nebo 11. srpna 1941 mu Friedrich Jeckeln nařídil jménem Adolfa Hitlera, aby vyhladil celou místní židovskou populaci. Dne 22. srpna 1941 zavraždilo Sonderkommando židovské ženy a děti u města Bila Cerkva se souhlasem polního maršála Waltera von Reichenau, velitele 6. armády. Blobel ve spojení s jednotkami Friedricha Jeckelna organizoval na konci září 1941 masakr v Babím Jaru v Kyjevě, kde bylo zavražděno 33 771 Židů.
Blobel byl zbaven svého velení 13. ledna 1942, oficiálně ze zdravotních důvodů, ale hlavní příčinou byl alkoholismus. V červnu 1942 byl pověřen vedením Akce 1005, jejímž úkolem bylo zničení důkazů všech nacistických zvěrstev ve východní Evropě. To znamenalo exhumaci masových hrobů a následné spalování těl. Blobel vyvinul účinné způsoby likvidace, jako byly střídavé vrstvy těl s palivovým dřevem na rámu z železných kolejnic.

## Odsouzení a smrt
Byl odsouzen k trestu smrti americkým norimberským vojenským tribunálem v soudním procesu s Einsatzgruppen. Trest byl vykonán oběšením ve věznici v Landsbergu krátce po půlnoci 7. června 1951.